# ستانلي هارت وايت
ستانلي هارت وايت (بالإنجليزية: Stanley Hart White)‏ هو مهندس معماري أمريكي، ولد في 15 فبراير 1891 في بروكلين في الولايات المتحدة، وتوفي في 1979.